# Tádzsikisztán a 2008. évi nyári olimpiai játékokon
Tádzsikisztán a kínai Pekingben megrendezett 2008. évi nyári olimpiai játékok egyik részt vevő nemzete volt. Az országot az olimpián 8 sportágban 15 sportoló képviselte, akik összesen 2 érmet szereztek.

## Érmesek
| Érem  | Versenyző           | Sportág   | Versenyszám              |
| ----- | ------------------- | --------- | ------------------------ |
| Ezüst | Juszup Abduszalomov | Birkózás  | Férfi szabadfogás, 84 kg |
| Bronz | Raszul Bokijev      | Cselgáncs | Férfi könnyűsúly         |

## Atlétika
Férfi
| Versenyző      | Versenyszám   | Selejtező | Selejtező | Döntő    | Döntő    |
| Versenyző      | Versenyszám   | Eredmény  | Helyezés  | Eredmény | Helyezés |
| -------------- | ------------- | --------- | --------- | -------- | -------- |
| Dilsod Nazarov | Kalapácsvetés | 75,34 m   | 12.       | 76,54 m  | 11.      |

Női
| Versenyző        | Versenyszám   | Selejtező | Selejtező | Döntő    | Döntő    |
| Versenyző        | Versenyszám   | Eredmény  | Helyezés  | Eredmény | Helyezés |
| ---------------- | ------------- | --------- | --------- | -------- | -------- |
| Galina Mityajeva | Kalapácsvetés | 51,38 m   | 47.       | kiesett  | kiesett  |

## Birkózás

### Férfi
Szabadfogású
| Versenyző           | Versenyszám | Selejtező         | Nyolcaddöntő                    | Negyeddöntő                    | Elődöntő                      | Vigaszág első kör | Vigaszág elődöntő | Bronz- mérkőzés   | Döntő                                    | Helyezés |
| Versenyző           | Versenyszám | Ellenfél Eredmény | Ellenfél Eredmény               | Ellenfél Eredmény              | Ellenfél Eredmény             | Ellenfél Eredmény | Ellenfél Eredmény | Ellenfél Eredmény | Ellenfél Eredmény                        | Helyezés |
| ------------------- | ----------- | ----------------- | ------------------------------- | ------------------------------ | ----------------------------- | ----------------- | ----------------- | ----------------- | ---------------------------------------- | -------- |
| Vitalij Korjakin    | 60 kg       |                   | Jumoto Kenicsi (JPN) · 2-2, TUS | kiesett                        | kiesett                       |                   |                   |                   |                                          | 15.      |
| Juszup Abduszalomov | 84 kg       |                   | Sandeep Kumar (AUS) · 3-0, 5-0  | Tarasz Danyko (UKR) · 1-0, 6-0 | Serhat Balcı (TUR) · 3-0, 1-0 |                   |                   |                   | Revaz Mindorasvili (GEO) · 3-2, 0-3, 0-4 |          |

## Cselgáncs
Férfi
| Versenyző             | Versenyszám | Selejtező                               | 32-es főtábla                    | Nyolcaddöntő                         | Negyeddöntő                      | Elődöntő                       | Vigaszág első kör | Vigaszág negyeddöntő | Vigaszág elődöntő | Bronz- mérkőzés                    | Döntő             | Helyezés |
| Versenyző             | Versenyszám | Ellenfél Eredmény                       | Ellenfél Eredmény                | Ellenfél Eredmény                    | Ellenfél Eredmény                | Ellenfél Eredmény              | Ellenfél Eredmény | Ellenfél Eredmény    | Ellenfél Eredmény | Ellenfél Eredmény                  | Ellenfél Eredmény | Helyezés |
| --------------------- | ----------- | --------------------------------------- | -------------------------------- | ------------------------------------ | -------------------------------- | ------------------------------ | ----------------- | -------------------- | ----------------- | ---------------------------------- | ----------------- | -------- |
| Raszul Bokijev        | Könnyűsúly  |                                         | Éric Kibanza (COD) · 0210-0000   | Hennagyij Bilogyid (UKR) · 1000-0000 | Sze Zsicsikava (CHN) · 1110-0001 | Vang Gicshun (KOR) · 0001-0010 |                   |                      |                   | Dirk Van Tichelt (BEL) · 0011-0000 |                   |          |
| Serali Bozorov        | Váltósúly   | Kouami Sacha Denanyoh (TOG) · 0010-0011 | kiesett                          | kiesett                              | kiesett                          | kiesett                        |                   |                      |                   |                                    |                   | 33.      |
| Nematullo Aszronkulov | Középsúly   |                                         | Elxan Məmmədov (AZE) · 0000-0011 | kiesett                              | kiesett                          | kiesett                        |                   |                      |                   |                                    |                   | 20.      |

## Íjászat
Női
| Versenyző            | Versenyszám | Selejtező | Selejtező | 64-es főtábla                 | 32-es főtábla     | Nyolcaddöntő      | Negyeddöntő       | Elődöntő          | Döntő             | Helyezés |
| Versenyző            | Versenyszám | Pont      | Kiemelt   | Ellenfél Eredmény             | Ellenfél Eredmény | Ellenfél Eredmény | Ellenfél Eredmény | Ellenfél Eredmény | Ellenfél Eredmény | Helyezés |
| -------------------- | ----------- | --------- | --------- | ----------------------------- | ----------------- | ----------------- | ----------------- | ----------------- | ----------------- | -------- |
| Albina Kamaletdinova | Egyéni      | 547       | 63.       | Jun Okhi (KOR) (2.) · 109-102 | kiesett           | kiesett           | kiesett           | kiesett           | kiesett           | 45.*     |

* - két másik versenyzővel azonos eredményt ért el

## Ökölvívás
| Versenyző         | Versenyszám  | Selejtező                      | Nyolcaddöntő                     | Negyeddöntő                           | Elődöntő          | Döntő             | Helyezés |
| Versenyző         | Versenyszám  | Ellenfél Eredmény              | Ellenfél Eredmény                | Ellenfél Eredmény                     | Ellenfél Eredmény | Ellenfél Eredmény | Helyezés |
| ----------------- | ------------ | ------------------------------ | -------------------------------- | ------------------------------------- | ----------------- | ----------------- | -------- |
| Serali Dosztyijev | Papírsúly    | Yampier Hernández (CUB) · 1-12 | kiesett                          | kiesett                               | kiesett           | kiesett           | 17.      |
| Anvar Junuszov    | Légsúly      | Jackson Chauke (RSA) · 9-1     | Robenílson de Jesus (BRA) · 12-6 | Szomcsit Csongcsoho (THA) · 1-8       | kiesett           | kiesett           | 5.       |
| Dzsahon Kurbonov  | Félnehézsúly | Abbos Atoyev (UZB) · 11-3      | Marijo Šivolija (CRO) · 8-1      | Jerkebulan Sinalijev (KAZ) · kizárták | kiesett           | kiesett           | 5.       |

## Sportlövészet
Férfi
| Versenyző       | Versenyszám    | Selejtező | Selejtező | Döntő   | Döntő    |
| Versenyző       | Versenyszám    | Pont      | Helyezés  | Pont    | Helyezés |
| --------------- | -------------- | --------- | --------- | ------- | -------- |
| Szergej Babikov | Légpisztoly    | 574       | 30.       | kiesett | kiesett  |
| Szergej Babikov | Szabadpisztoly | 540       | 42.       | kiesett | kiesett  |

## Súlyemelés
Férfi
| Versenyző     | Versenyszám | Szakítás | Szakítás | Lökés    | Lökés    | Összesen | Helyezés |
| Versenyző     | Versenyszám | Eredmény | Helyezés | Eredmény | Helyezés | Összesen | Helyezés |
| ------------- | ----------- | -------- | -------- | -------- | -------- | -------- | -------- |
| Nizom Szangov | 69 kg       | 115,0    | 26.      | 135,0    | 24.      | 250,0    | 24.      |

## Úszás
Férfi
| Versenyző        | Versenyszám | Előfutam | Előfutam | Előfutam | Elődöntő | Elődöntő | Elődöntő | Döntő   | Döntő    |
| Versenyző        | Versenyszám | Idő      | Hely.    | Össz.    | Idő      | Hely.    | Össz.    | Idő     | Helyezés |
| ---------------- | ----------- | -------- | -------- | -------- | -------- | -------- | -------- | ------- | -------- |
| Aliser Csingizov | 50 m gyors  | 29,10    | 6.       | 87.      | kiesett  | kiesett  | kiesett  | kiesett | kiesett  |

Női
| Versenyző             | Versenyszám | Előfutam | Előfutam | Előfutam | Elődöntő | Elődöntő | Elődöntő | Döntő   | Döntő    |
| Versenyző             | Versenyszám | Idő      | Hely.    | Össz.    | Idő      | Hely.    | Össz.    | Idő     | Helyezés |
| --------------------- | ----------- | -------- | -------- | -------- | -------- | -------- | -------- | ------- | -------- |
| Jekatyerina Izmajlova | 50 m gyors  | 32,09    | 8.       | 80.      | kiesett  | kiesett  | kiesett  | kiesett | kiesett  |